# Pfarrhaus (Honsolgen)

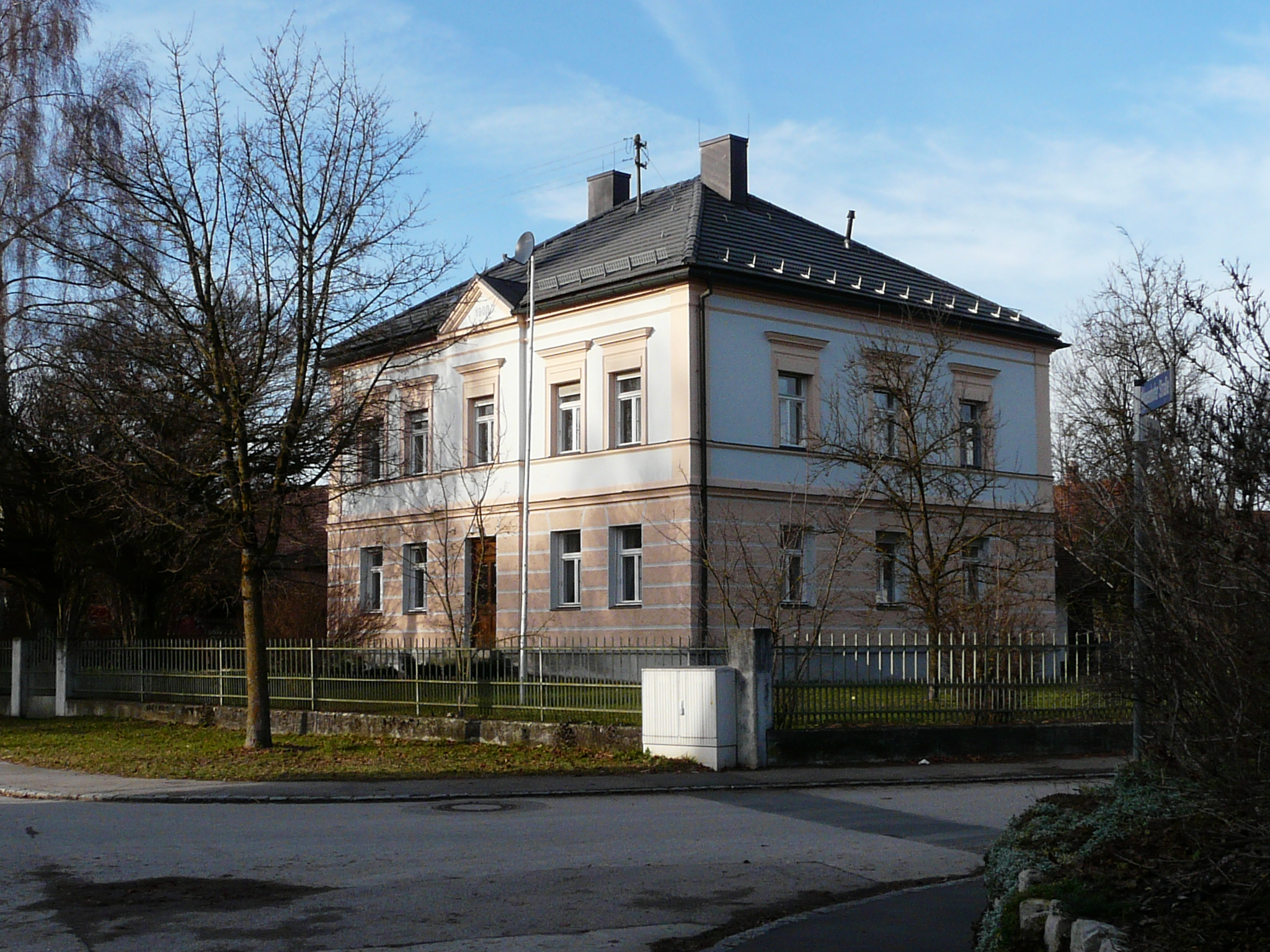
Ehemaliges Pfarrhaus in Honsolgen

Das Pfarrhaus in Honsolgen, einem Stadtteil von Buchloe im Landkreis Ostallgäu im bayerischen Regierungsbezirk Schwaben, wurde im Jahr 1900 errichtet. Das ehemalige Pfarrhaus an der Koppenhofer Straße 5, südlich der katholischen Pfarrkirche St. Alban, ist ein geschütztes Baudenkmal.
Der zweigeschossige Walmdachbau mit übergiebeltem Mittelrisalit wurde im Stil der Neurenaissance errichtet. Das Gebäude besitzt fünf zu drei Fensterachsen.